# Sciara medullaris
Sciara medullaris är en tvåvingeart som först beskrevs av Alfred Giard 1902.  Sciara medullaris ingår i släktet Sciara och familjen sorgmyggor.
Artens utbredningsområde är Frankrike. Inga underarter finns listade i Catalogue of Life.